# Trenta (Italia)
Trenta è una località di 2 614 abitanti della provincia di Cosenza.

Mappa dell'ex comune di Trenta nella Provincia di Cosenza

Fino al 2017 è stato un comune italiano, suddiviso in 8 frazioni: Morelli, Magli, Catena, Trenta Centro, Pizzicarizia, Feruci, Cribari, Schiavonea. Dal 5 maggio 2017 è confluito nel nuovo comune di Casali del Manco.

## Storia
Fino al 2017 Trenta costituiva un comune autonomo, confinante con i comuni di Casole Bruzio, Cosenza, Rovito e Serra Pedace.
Il 26 marzo 2017 i cittadini di Trenta, insieme a quelli dei vicini comuni di Casole Bruzio, Pedace,  Serra Pedace e Spezzano Piccolo hanno deciso con un referendum la fusione dei precedenti comuni nel nuovo comune di Casali del Manco.

### Simboli

Stemma dell'ex comune

Lo stemma del comune di Trenta era stato concesso con decreto del presidente della Repubblica del
18 aprile 1969.

## Società

### Evoluzione demografica
Abitanti censiti

## Amministrazione
| Periodo        | Periodo       | Primo cittadino  | Partito                        | Carica  | Note |
| -------------- | ------------- | ---------------- | ------------------------------ | ------- | ---- |
| 29 maggio 2007 | 5 maggio 2017 | Ippolito Morrone | lista civica di centrosinistra | Sindaco |      |